# Typhlodromips mangleae
Typhlodromips mangleae är en spindeldjursart som beskrevs av De Leon 1967. Typhlodromips mangleae ingår i släktet Typhlodromips och familjen Phytoseiidae. Inga underarter finns listade i Catalogue of Life.